# تورية طقسوسية الأوراق
التورية الطقسوسية الأوراق أو الزرنب الطقسوسي الأوراق أو جوزة الطيب الفلوريدية أو تورية فلوريدا الطقسوس النتن أو الزرنب النتن أو الأرزة النتنة (الاسم العلمي:Torreya taxifolia) هي نوع من النباتات تتبع جنس التورية من الفصيلة الطقسوسية. من أشجار الجنوب الشرقي للولايات المتحدة، وهو نبات مهدد بالانقراض.